# Beaman
Beaman è un comune degli Stati Uniti d'America, situato nello Stato dell'Iowa, nella contea di Grundy.

## Storia
Beaman era originariamente chiamata Wadiloupe.. L'attuale nome è in onore di H. H. Beaman fondatore del comune.